# João III, Duque de Cleves
João III de Cleves, conhecido também como João, o Pacífico (em alemão:  Johann, der Friedfertige; 10 de novembro de 1490 — 6 de fevereiro de 1539), foi um nobre alemão, que ostentou os títulos de Duque de Cleves, Duque de Jülich-Berg, Conde de Marck e Conde de Ravensberg. Foi pai de Ana de Cleves, rainha consorte da Inglaterra, no reinado de Henrique VIII.

## Família
Casou-se com Maria de Jülich-Berg, e tiveram os seguintes filhosː
1. Sibila (17 de janeiro de 1512 – 21 fevereiro de 1554), que se casou com João Frederico I da Saxônia, chefe da Confederação Protestante da Germânia, "Campeão da Reforma". Com descendência.
2. Ana (22 de setembro de 1515 – 16 de julho de 1557), que se casou com o rei Henrique VIII da Inglaterra, como sua quarta esposa. Sem descendência.
3. Guilherme I de Cleves, também Guilherme IX de Jülich ou Guilherme IV de Berg (28 de julho de 1516 – 5 de janeiro de 1592), que se casou com Maria de Habsburgo, Arquiduquesa da Áustria, filha de Fernando I, Sacro Imperador Romano-Germânico. Com descendência.
4. Amália de Cleves (17 de outubro de 1517 – 1 de março de 1586), que nunca se casou.

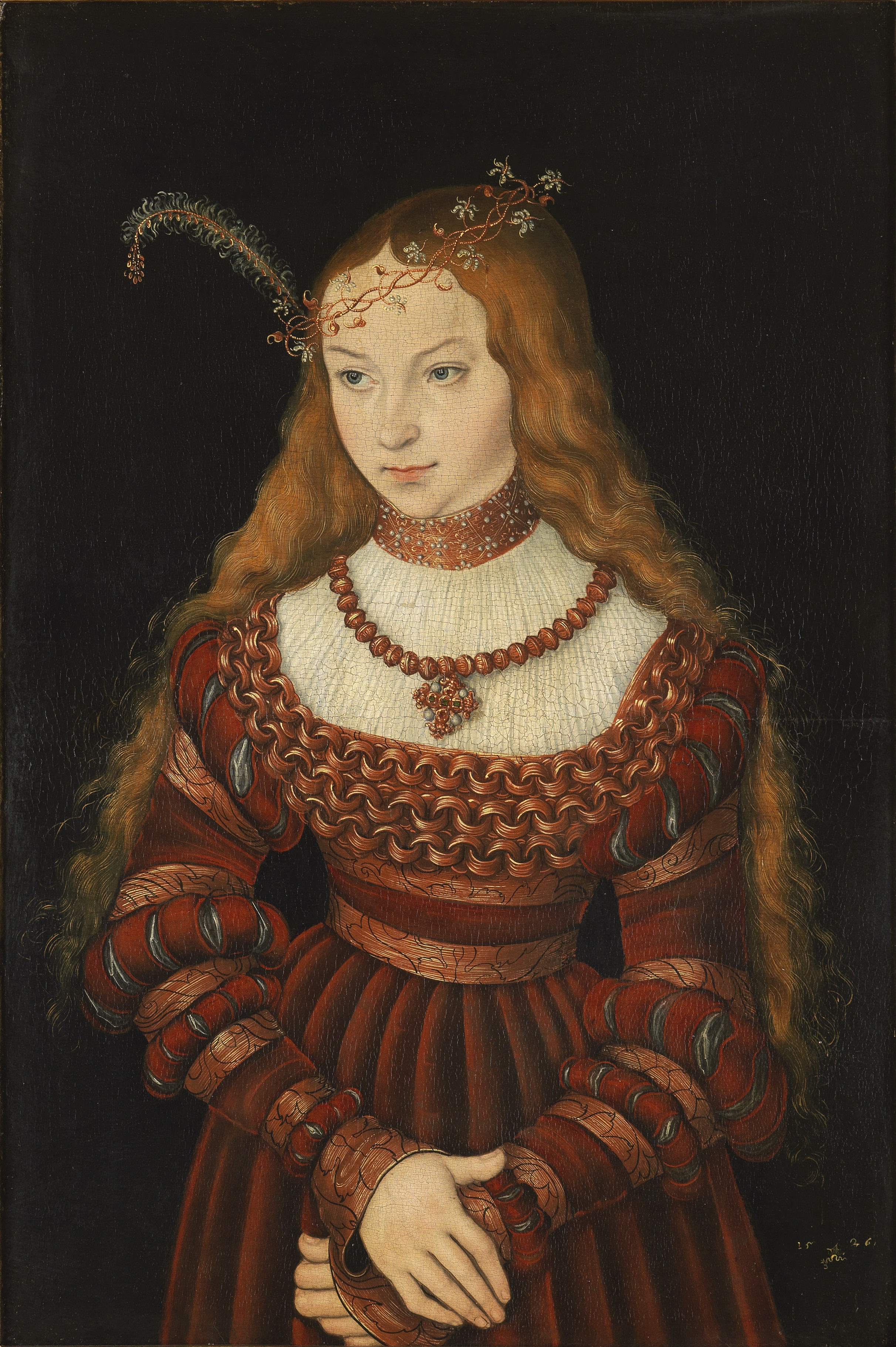
Sibila de Cleves, por Lucas Cranach, o Velho.
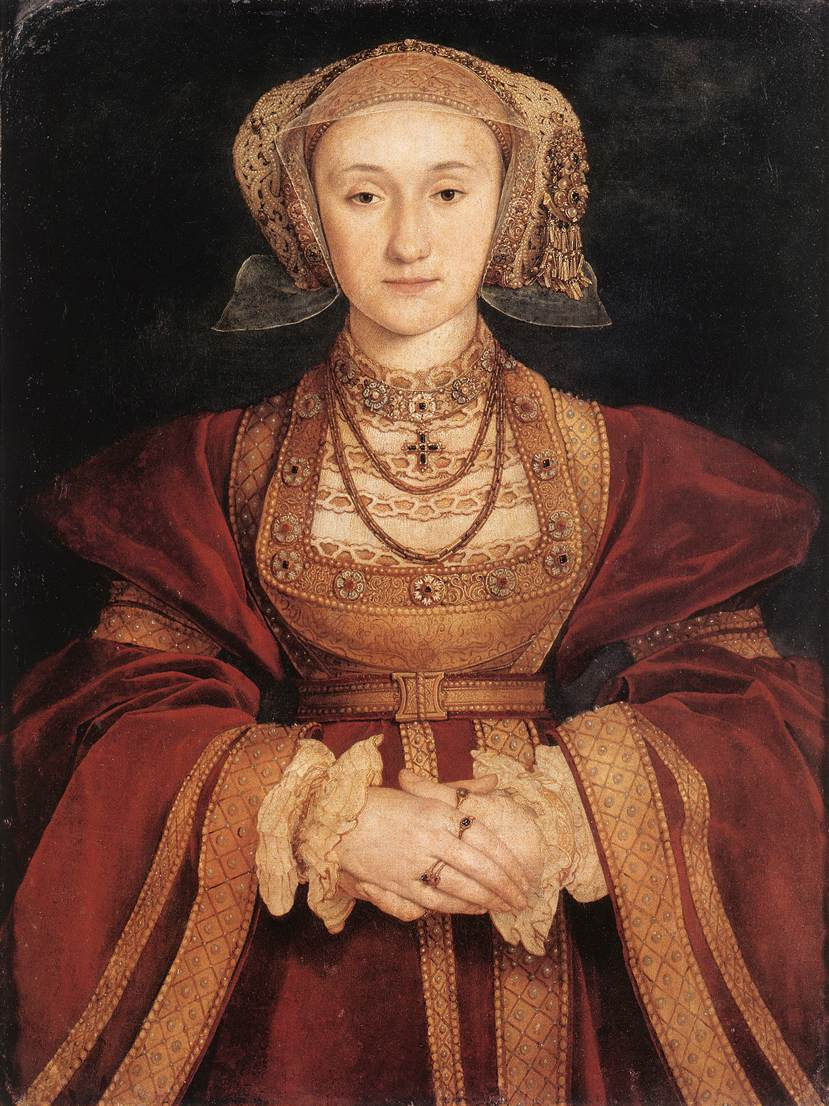
Ana de Cleves, por Hans Holbein, o Jovem.
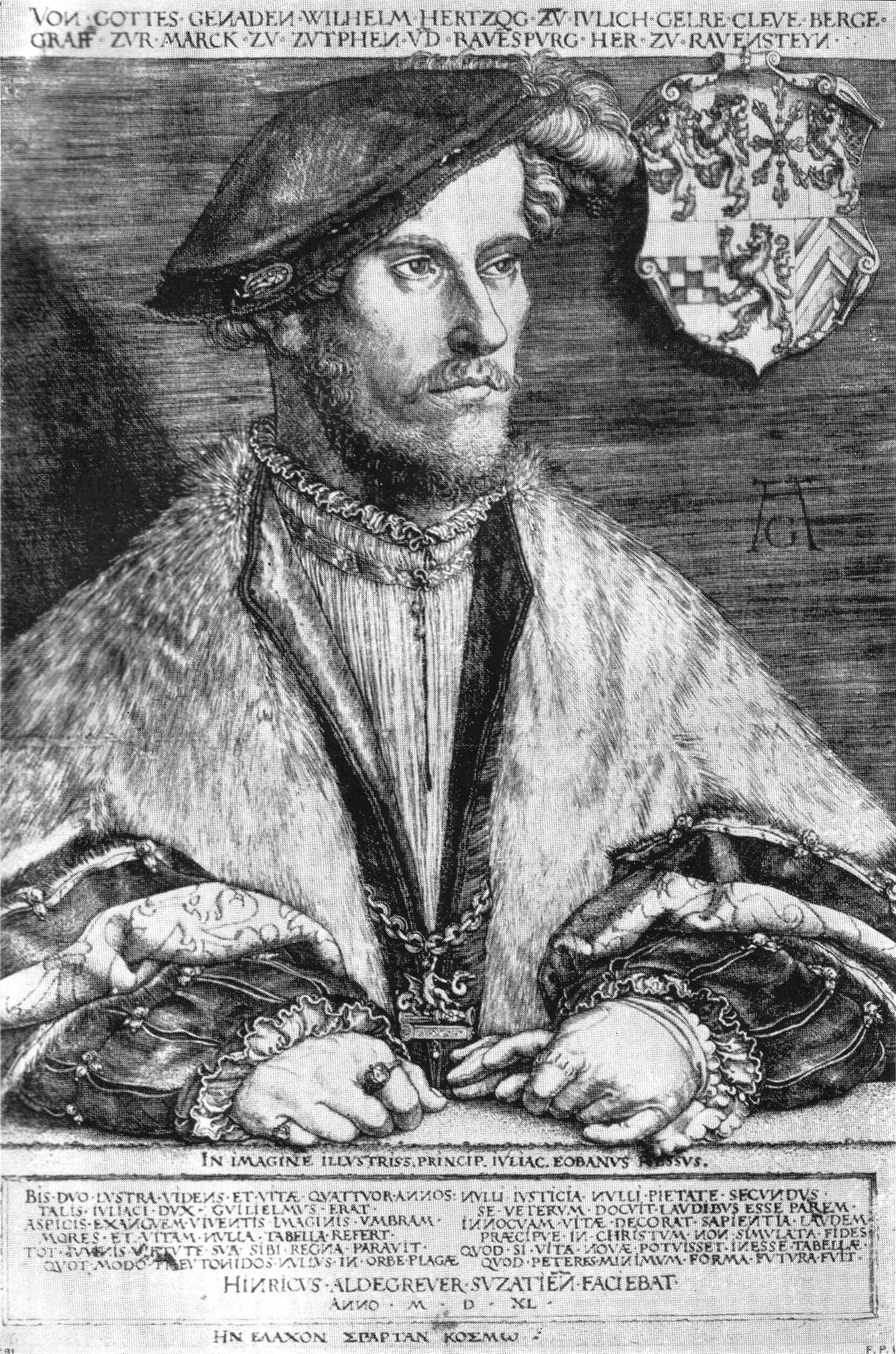
Guilherme I de Cleves, por Heinrich Aldegrever.
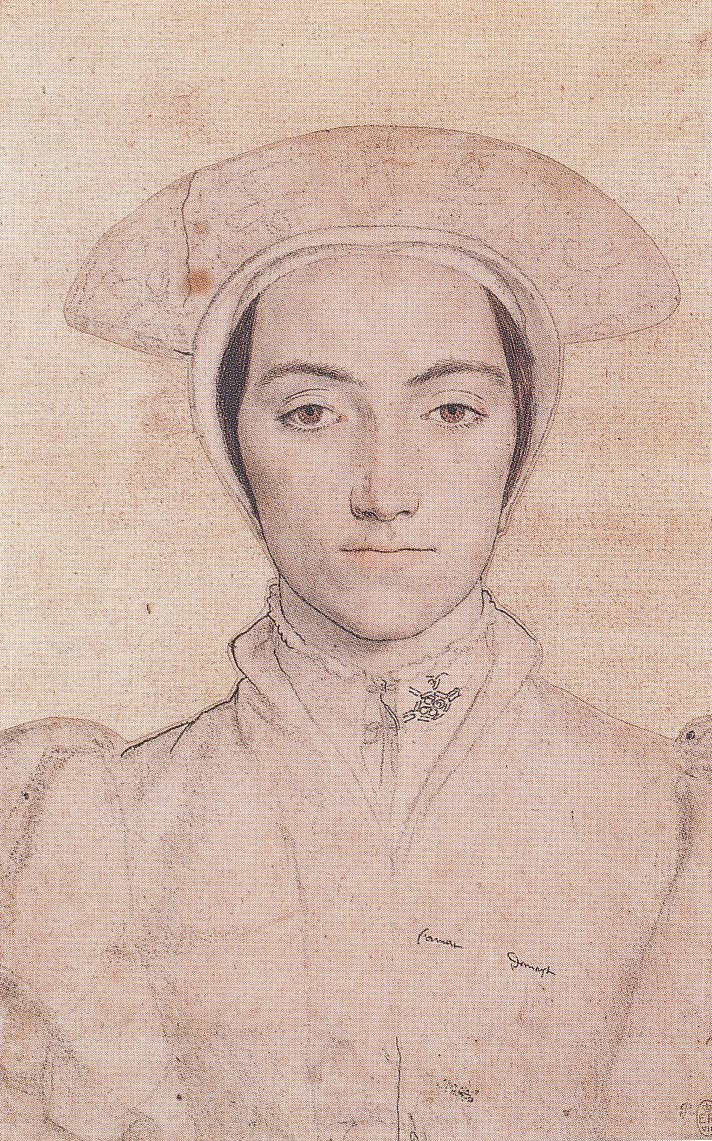
Mulher não identificada (possivelmente Amália de Cleves), por Hans Holbein, o Jovem.